# Luigi Tornielli di Borgolavezzaro
Luigi Tornielli di Borgolavezzaro (1889) è stato un bobbista, dirigente sportivo e politico italiano.

## Biografia
Nato nel 1889, di titolo nobiliare marchese, a 35 anni partecipò ai primi Giochi olimpici invernali, quelli di Chamonix-Mont-Blanc 1924, nel bob a quattro, come pilota insieme a Leonardo Bonzi, Adolfo Bocchi, Alfredo Spasciani e Alberto Visconti, concludendo la 1ª manche con il tempo di 4'08"44, ma non partecipando alle altre.
Guidò da presidente il Foot-Ball Associazione Novara di calcio dal 1927 al 1929, nell'allora Divisione Nazionale (massima serie) e fu anche presidente, dal 1927 al 1933, della Federazione Italiana Sport del Ghiaccio e, in contemporanea, dal 1931 al 1933, della Federazione Italiana Sport Rotellistici.
Nel 1928 fu nominato Podestà di Novara. Mantenne la carica per un decennio, fino al primo semestre 1938.
A lui si deve l'approvazione della costruzione della pista in viale Buonarroti utilizzata dall'Hockey Novara.